# Chiliques
Der Chiliques ist ein Stratovulkan in den Anden Nordchiles, bei San Pedro de Atacama. Der konische Berg mit einer Gipfelhöhe von 5778 m erhebt sich weithin sichtbar über das Altiplano. Er hat einen fast kreisrunden Gipfelkrater von rund 500 m Durchmesser in dem sich zwei Seen befinden. Der Vulkan gilt bisher als erloschen, weil er seit wenigstens 10.000 Jahren nicht mehr ausgebrochen ist und auch sonst keine Aktivitäten zeigte. Allerdings wurde 2002 entdeckt, dass sich unter der Oberfläche im Krater und an den oberen Flanken Magma befindet. Er ist ein bedeutendes Bergheiligtum für die lokale Bevölkerung, mit einer Reihe von prähistorischen Kult- und Logistikanlagen deren Alter teilweise auf mehr als tausend Jahre geschätzt wird. An seinem Gipfel befindet sich eine inkaische Kultstätte aus dem 15. Jahrhundert.